# NGC 921
NGC 921 في الفهرس العام الجديد، هي مجرة، تقع في كوكبة قيطس. اكتشفت في 6 يناير 1886 بواسطة أورموند ستون.

## روابط خارجية
- NGC 921 على موقع ويكي سكاي: DSS2, SDSS, GALEX, IRAS, Hydrogen α, X-Ray, Astrophoto, Sky Map, Articles and images